# 薛文才
薛文才（？—？），汉族，河南人，中华人民共和国政治人物。

## 生平
1967年4月，出任中共沧源县委书记。1968年9月，因文化大革命爆发并蔓延到沧源县，中共沧源县委机制破坏。1971年4月，中共沧源佤族自治县第三次代表大会召开，选举30人组成自治委员会，由军代表吉旺启出任组长。